# Filmstaden Sergel
Filmstaden Sergel är en biograf som ligger i Stockholms city vid Hötorget och Sergelgatan. Fastigheten ägs av Stockholms stads fastighetskontor och biografdelen hyrs av biografkedjan Filmstaden.

## Historik
År 1995 byggdes Hötorgscitys fasad mot Hötorget till med Filmstaden Sergel med 14 salonger (totalt 2 667 platser) och fick så till slut den tänkta ljusa glasfasaden mot Hötorget som arkitekt Sven Markelius ursprungligen hade planerat. Markelius var ansvarig arkitekt och stadsplanedirektör för Norrmalmsregleringen mellan 1944 och 1954. Hans önskan var att placera Stockholms Stadsteater här.
Filmstaden Sergel ersatte kommersiellt för dåvarande SF Bio den tidigare biografen Filmstaden, som hade legat vid Mäster Samuelsgatan från 1980. 
Den nuvarande biografen har sitt namn efter den tidigare singelbiografen och scenteatern Sergelteatern på samma plats, som i sin tur var uppkallad efter skulptören Johan Tobias Sergel (1740–1814), som hade sin ateljé vid Sergelgatan 1. Den ursprungliga Sergelteatern från 1959 är idag komplexets stora salong, ombyggd med förhöjd komfort och förbättrad akustik, med bibehållande av 1950-talskänslan. 
Filmstaden Sergel ritades av arkitekten Per Kallstenius med inredning av Birgitte Baadsgaard och invigdes den 3 november 1995. I källarlokalerna under biografen finns Hötorgshallen samt ett parkeringsgarage.